# Elecciones provinciales de Corrientes de 1925
Las elecciones generales de la provincia de Corrientes de 1925 tuvieron lugar el  20 de septiembre para elegir gobernador y un tercio de diputados y senadores.

## Resultados

### Gobernador y Vicegobernador
|  | 33,32 % |

|  | 27,60 % |

|  | 60,92 % |

|  | 39,08 % |

|  | 100 % |

|  | 44,44 % |

#### Resultados por secciones electorales

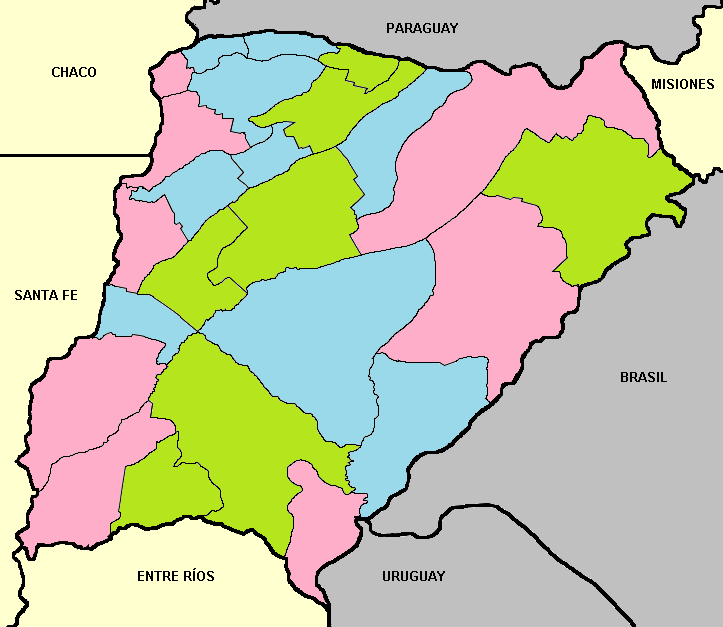
Secciones electorales de electores y diputados:
1ª Sección
2ª Sección
3ª Sección

|  | 41,22 % |

|  | 34,85 % |

|  | 23,93 % |

|  | 100 % |

|  | 44,98 % |

|  | 39,73 % |

|  | 31,47 % |

|  | 28,80 % |

|  | 100 % |

|  | 41,74 % |

|  | 35,75 % |

|  | 34,40 % |

|  | 29,86 % |

|  | 100 % |

|  | 45,75 % |

### Cámara de Diputados - 3ª Sección Electoral
|  | 38,21 % |

|  | 32,54 % |

|  | 15,44 % |

|  | 13,81 % |

|  | 100 % |

|  | 39,88 % |

### Cámara de Senadores - 3ª Sección Electoral

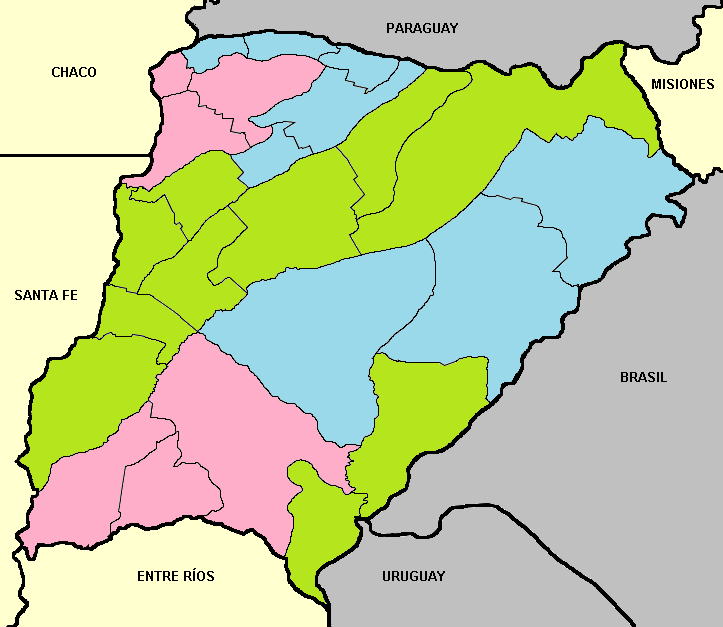
Secciones electorales de senadores:
1ª Sección
2ª Sección
3ª Sección

|  | 36,81 % |

|  | 33,85 % |

|  | 15,20 % |

|  | 14,14 % |

|  | 100 % |

|  | 39,39 % |